# Ned Leeds
Pour les articles homonymes, voir Leeds (homonymie).
Ned Leeds est un personnage de comics lié à Spider-Man appartenant à l'univers de Marvel Comics. Il est apparu en novembre 1964 dans The Amazing Spider-Man #18, par Stan Lee et Steve Ditko.

## Biographie
Ned Leeds est un collègue de Peter Parker au Daily Bugle. Il est journaliste. Il est marié à Betty Brant avec qui Peter a eu sa première histoire d'amour. Il reste d'ailleurs en bons termes avec eux. Mais pendant l'épisode de la guerre des gangs qui oppose La Rose au Caïd, Ned change de comportement et devient agressif. Betty Brant tombe alors dans les bras de Flash Thompson, l'ami de lycée de Peter.
Il avait été capturé et lobotomisé par Roderik Kingsley à la suite des évènements survenant dans Amazing Spider-Man #249-250-251 (un combat serré entre « Spidey » et le premier Super-Bouffon, s'achevant par la disparition dans les eaux de ce dernier).
On apprend alors pendant un voyage de Peter et Ned qu'il est le Super-Bouffon. Sous les yeux de Peter, il meurt assassiné par Jason Macendale (qui revendiquait le costume) aux ordres du Caïd (Amazing Spider-Man #289, juin 1987).

## Apparitions dans d'autres médias
Sauf indication contraire, les informations mentionnées dans cette section peuvent être confirmées par la base de données cinématographiques IMDb,  présente dans la section « Liens externes ».
Interprété par Jacob Batalon dans l'Univers cinématographique Marvel
Dans cette version, il est un camarade de classe de Peter Parker. Peter et lui entretiennent une forte amitié et Ned sortira brièvement avec Betty Brant dans le film Spider-Man: Far From Home. Il sait que Peter est Spider-Man, et lui apporte son soutien informatique. 
- 2017 : Spider-Man: Homecoming réalisé par Jon Watts
- 2018 : Avengers: Infinity War réalisé par Anthony et Joe Russo
- 2019 : Avengers: Endgame réalisé par Anthony et Joe Russo
- 2019 : Spider-Man: Far From Home réalisé par Jon Watts
- 2021 : Spider-Man: No Way Home réalisé par Jon Watts